# Kornelije Kovač
Kornelije Kovač, magyarul: Kovács Kornél, másként: Kornelije Bata Kovač, cirill betűkkel: Корнелије Бата Ковач (Niš, 1942. január 1. – 2022. szeptember 13.) szerb dalszerző, producer.

## Pályafutása
Magyar apa és szerb anya gyermekeként született a második világháború alatt. Művészcsaládból származott: nagyapja, Kovács Kornél karmester volt és a Szabadkai opera dirigense, édesapja Kovács József a Szabadkai Filharmonikusok hegedűművésze, édesanyja az operaház kórusában énekelt. 1946-ig Nišben lakott, majd szüleivel Szabadkára költözött. Miután gimnáziumi tanulmányait befejezte, a belgrádi zeneakadémiára felvételizett, sikertelenül. 1961-ben Szarajevóban iratkozott be zene-elméleti és zongora szakra, ahol 1964-ben szerezte meg diplomáját. 
A Szabadkai Ifjúság dalfesztiválon három ízben is megkapta a szakmai zsűri díját. 1956-ban írta meg első dalát Pusti trotoari (Üres járdák) címmel, 1961-ben alakította meg első zenekarát BKB néven, mely egy jazz trió volt, 1966-ban az Indeksi (Indexi) nevű formációhoz csatlakozott, akikkel a Szovjetunióban járt turnén. 1968-ban Belgrádba költözött, itt megalapította a Korni grupa együttest, melynek 1974-ig vezetője volt. 1979-ben Angliába költözött, ahol számos neves zenésszel dolgozott együtt (Bernie Marsden, Hans Zimmer, Paul Jones, Andy Pask, Colin Hodgkinson és Joji Hirota). 
Angol zenészekkel hozta létre a K2 zenekart, 1980-ban jelent meg első lemezük. A Džuboks magazin számára Rick Wakemannel és Rod Argenttal készített interjúkat. 1981-ben tért haza Londonból. Számtalan együttes és előadó lemezének volt producere, többek közt: Bajaga, Riblja čorba, Bulevar, Poslednja igra leptira, Kerber, Vicko Milatović. 1986 után Spanyolországba ment hat évre, itt producerként és hangszerelőként dolgozott, de saját CD-t is készített Balkan címmel. Pályafutása során több mint ötven filmhez írt zenét. 2000 augusztusában énekesként is bemutatkozott a Nagybecskereken megrendezett MUF fesztiválon. 2005-ben Szabadka város díszpolgárává avatták.
Felesége Spomenka Stojanović volt, akitől két leánya született.

## Lemezei
- Između svetlosti i tame (1977)
- Butterflies (1981)
- Iz drugog filma (1982)
- The Sampled Moonlight (1986)
- Balkan (1993)
- Dvojni identitet (2000)